# Hannes Schopf
Hannes Schopf (* 1947; † 10. April 2020) war ein österreichischer Journalist und zeitweilig Chefredakteur der Wochenzeitschrift Die Furche. Er war Mitglied des Österreichischen Presserates und Sprecher des Verbandes Österreichischer Zeitungen.
Schopf arbeitete zunächst für die Österreichischen Bauernbündler (heute Österreichische Bauernzeitung). Dann wechselte er zur Furche, für die er insgesamt 15 Jahre arbeitete.
Schopf war 1984 bis 1994 Chefredakteur der Furche. Er vertrat dabei eine deutlich katholische Linie. Er war aber auch kritisch gegenüber konservativen Tendenzen in der Kirche. Bis 2015 war er Sprecher des Verbandes Österreichischer Zeitungen.
Schopf zeigte nach einem Ski-Urlaub im Frühling 2020 in Ischgl Anzeichen einer COVID-19-Erkrankung. Er starb am Karfreitag im Alter von 72 an deren Folgen.
Er wurde in Auersthal bestattet.